# Bararita
La bararita es un mineral de la clase de los minerales haluros. Fue descubierta en 1951 en la localidad de Barari, en el estado de Bihar (India), siendo nombrada así por esta localización.

## Características químicas
Su grupo aniónico es un complejo fluoruro con silicio, fluosilicato o silicofluoruro (SiF6=), una sal del ácido hexafluorosilícico, con cationes amonio. Es dimorfo de la criptohalita, mineral de igual fórmula química pero del sistema cristalino cúbico, formado a más temperatura que la bararita.

## Formación y yacimientos
Se forma por encima de los filones de carbón cuando arden; también como producto de la sublimación en fumarolas volcánicas y en las escombreras de antracita ardiendo. Cuando se forma incluido arborescente junto a criptohalita, ésta se forma en las zonas de más temperatura mientras que la bararita lo hace donde menos temperatura se ha alcanzado.
Suele encontrarse asociado a otros minerales como: criptohalita, sal amoniacal o azufre.